# Álvaro de los Ríos
Álvaro de los Ríos (1580-1623) fue un compositor español, uno de los más célebres de su tiempo. A partir de 1607 trabajó en la corte de Felipe III de España como músico de cámara de la reina Margarita de Austria-Estiria. Sus obras conservadas son sólo los ocho tonos recogidos  (junto a piezas de otros compositores pertenecientes a la Capilla Real) en el Cancionero de la Sablonara. Su música se interpretó en los teatros, en las representaciones de los autores del Siglo de Oro. Tirso de Molina elogió al compositor en Los cigarrales de Toledo, cuando cita a los músicos que compusieron tonos para el estreno de su obra El vergonzoso en palacio. Quizá también sea este Álvaro el citado en unos versos del entremés El marqués de Fuenlabrada atribuido a Luis Quiñones de Benavente:

Las letrillas
bastaráte decir que son de Lope;
de Álvaro son los tonos.